# Восточные среднерусские говоры

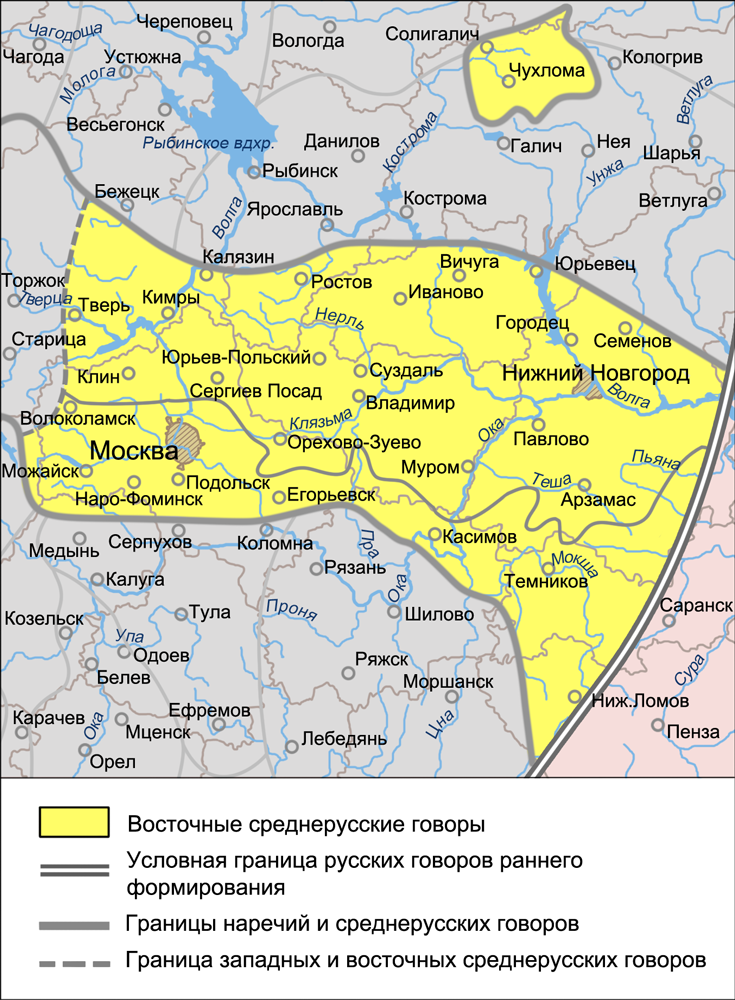
Восточные среднерусские говоры

Восто́чные среднеру́сские го́воры — одно из двух больших диалектных объединений среднерусских говоров. Как и для всех среднерусских говоров, для восточных характерно наличие разнодиалектных явлений, распространённых как в северном, так и в южном наречиях русского языка.

## Вопросы классификации

### Отличия западных и восточных среднерусских говоров
Основными различиями западных и восточных среднерусских говоров являются распространение на их территориях разных по составу языковых черт северного и южного наречий, а также черт различных диалектных зон. Собственные языковые черты немногочисленны и не охватывают полностью как западной, так и восточной частей среднерусских говоров. Также отличительной характеристикой восточных среднерусских говоров является наличие в них языковых явлений центра (присущих русскому литературному языку), в то время как в западных говорах распространены явления периферии. Кроме того, на делении среднерусских говоров на западные и восточные сказалось различие в субстрате — для первых характерен большей частью балтийский и прибалтийско-финский субстрат, для вторых — субстрат финно-угорских племён мери, муромы, мещёры. Различным было и число лексических заимствований из тюркских языков — в восточных говорах оно было значительным, в то время как в западных практически отсутствовало.

### Внутренняя классификация
Восточные, как и западные, среднерусские говоры, включают в себя окающие говоры в северной части и акающие говоры в южной части территории. Границей между ними являются изоглоссы (двусторонняя изоглосса) различения и неразличения гласных неверхнего подъёма в первом предударном слоге после твёрдых и мягких согласных. Окающие говоры тяготеют к севернорусскому наречию, а акающие, соответственно, к южнорусскому.
Восточные и западные среднерусские говоры также сближает неравномерное распространение в них диалектных явлений. Внутренняя их дифференциация осложняется большим разнообразием сочетаний ареалов языковых черт наречий, диалектных зон и местных языковых черт. В результате чего не на всей территории ареалы явлений образуют определённые языковые комплексы. Восточные среднерусские окающие говоры объединяются значительным числом местных языковых черт, и рассматриваются как самостоятельная группа — Владимирско-Поволжская группа говоров (с обособленными территориями Тверской и Нижегородской подгрупп). Акающие говоры не рассматриваются как единая группа, и внутри неё не выделяются отдельные группы, так как местные диалектные явления немногочисленны и их ареалы не имеют определённых очертаний. В связи с этим область распространения акающих говоров разделяется территориально на условные диалектные объединения — отделы А, Б и В, а также обособленные говоры чухломского острова в окружении говоров севернорусского наречия. Такая неоднородность восточных среднерусских говоров объясняется различными по времени и характеру историческими процессами при их формировании.
Восточные среднерусские окающие говоры
- Владимирско-Поволжская группа
  - Тверская подгруппа (юго-восток Тверской области и смежные районы северо-запада Московской области)
  - Нижегородская подгруппа (центральная часть Нижегородской области и смежные районы востока Владимирской области)

Восточные среднерусские акающие говоры
- Отдел А (запад и центр Московской области)
- Отдел Б (часть северо-востока Московской области, север Рязанской области)
- Отдел В (юг Нижегородской области, запад Мордовии, северо-запад Пензенской области)
- Говоры чухломского острова (северо-запад Костромской области)

### Сравнение классификаций 1915 и 1965 гг
Согласно классификации 1915 года Владимирско-Поволжская группа говоров относилась к северновеликорусскому наречию (определяющим признаком в этом было наличие оканья). Восточные среднерусские акающие говоры (с полной утратой оканья) примерно в границах диалектологической карты русского языка 1965 года относились к средневеликорусским говорам (к восточной и западной группам), при этом основа их считалась северновеликорусской с южнорусскими наслоениями, они включались как переходные говоры в состав северновеликорусского наречия с южной границей по изоглоссе распространения смычно-взрывного образования задненёбной звонкой фонемы г.
По классификации 1965 года Владимирско-Поволжская группа говоров отнесена к среднерусским говорам (за исключением части говоров Ярославской области). При рассмотрении более широкого круга диалектных черт этих говоров были выявлены существенные языковые связи не только с акающими среднерусскими говорами, но и с говорами южнорусского наречия и диалектных зон южной локализации. В восточных среднерусских акающих говорах была выявлена южнорусская, а не севернорусская основа, а говоры Подмосковья (Отдел А) определены как говоры, не имеющие основу и образовавшиеся в результате смешения носителей первоначально различных диалектов.

## Область распространения
Область распространения восточных среднерусских говоров согласно диалектологической карте русского языка 1965 года охватывает территории юго-востока Тверской области, юг Ярославской области, почти всю Ивановскую область, центр и юг Нижегородской области, Московскую область (кроме её юго-восточных районов), крайний северо-восток Рязанской области, запад Мордовии и северо-запад Пензенской области. С севера к ним примыкают белозерско-бежецкие говоры и говоры Костромской группы севернорусского наречия, с юга — говоры Верхне-Днепровской, Тульской, Восточной (Рязанской) групп южнорусского наречия, с запада — Селигеро-Торжковские говоры, на востоке граничат с областями распространения марийских, мордовских и чувашского языков.

## История
Современные восточные среднерусские говоры сформировались на основе диалектов Ростово-Суздальской, Муромской и Рязанской земель и являются в основном продолжением развития древнего ростово-суздальского диалекта, который начал сильнее обособляться с XII — XIII вв. после утраты Киевом его политического значения и появления в русских землях новых региональных центров. Расхождение диалекта на говоры и появление их основных языковых особенностей началось в период дробления северо-востока Руси на феодальные княжества в условиях их относительной разобщённости.
Среди ростово-суздальских языковых инноваций того времени отмечается к примеру с конца XIV — начала XV вв. выпадение интервокального j и последующие изменения в образующихся сочетаниях гласных: их ассимиляция и стяжение (черта, характерная также для севернорусского наречия).
С конца XV века после объединения двух исторических центров Руси (Новгородской и Ростово-Суздальской земель) основной территорией складывающейся великорусской народности становится Ростово-Суздальская земля и, соответственно, ведущим диалектом становится Ростово-Суздальский. На этой территории сформировались говоры центрального типа, ядром которых стали восточные среднерусские говоры и языковые черты которых в большей части легли в основу русского литературного языка.
Территория восточных среднерусских говоров являлась на протяжении её истории областью давних, длительных и интенсивных междиалектных контактов, повлиявших на развитие говоров, воспринявших диалектные черты и севера и юга русских земель. В севернорусских в своей основе Владимирско-Поволжских говорах распространились южнорусские черты, а в среднерусских акающих говорах — севернорусские.
С XIX — XX вв. восточные среднерусские говоры развиваются под влиянием русского литературного языка (который сформировался на их территории, и с которым эти говоры имеют много общих черт).

## Особенности говоров

### Общая характеристика
Восточные среднерусские говоры включают в себя:
1. Диалектные черты, общие для всех среднерусских говоров.
2. Некоторые диалектные черты северного и южного наречий, распространённые только на территории восточных говоров, помимо общих для всех среднерусских говоров[5][6][9]. Размещение этих черт характеризуется тем, что часть ареалов севернорусских черт полностью охватывают территорию восточных среднерусских говоров в отличие от ареалов южнорусских черт, которые располагаются вблизи границы северного наречия, не достигая её.
3. Распространение диалектных черт северо-восточной и юго-восточной диалектных зон, взаимопересечения изоглосс которых охватывают всю территорию восточных среднерусских говоров.
4. Диалектные черты говоров центрального типа (на территории восточных среднерусских акающих говоров распространение менее регулярное).
5. Явления, имеющие индивидуальный характер распространения, представленные разрозненными ареалами, как на территории всех среднерусских говоров, так и преимущественно на территории восточных и, как правило, также в северном и южном наречиях. К ним относятся диалектные явления различного размещения и очертаний ареалов, не имеющих определённых совпадений с ареалами других явлений. Данные явления не охватывают полностью всей территории восточных среднерусских говоров, распространяясь в одном или нескольких диалектных объединениях или на различных их частях.
6. Разрозненные ареалы местных диалектных явлений (отдельные для каждого диалектного подразделения внутри восточных среднерусских говоров)[12].

### Общие диалектные черты
Восточные среднерусские говоры разделяют все диалектные черты, которые характерны для севернорусского и южнорусского наречий, объединяющие среднерусские говоры в целом:
- Фонетика

Смычно-взрывное образование задненёбной звонкой фонемы г и её чередование с к в конце слова и слога: но[г]а́ — но[к], бер’о[г]у́с'  — бер’о́[к]с’а и т. п. Произношение слова где с задненёбным согласным смычного или фрикативного образования: [г]дê или [γ]дê (черты севернорусского наречия). Возможность неразличения гласных во втором предударном и заударном слогах после твёрдых согласных: м[ъ]локо́, д[ъ]л’око́, в го́р[ъ]дê, го́р[ъ]д или го́р[а]д, на́д[ъ] или на́д[а] и т. п. (черты южнорусского наречия) и др. диалектные черты, присущие всем среднерусским говорам.
- Морфология и синтаксис

Безударное окончание -ы у существительных среднего рода в форме именительного пад. мн. числа: п’а́тн[ы] и т. п. Склонение существительных дедушка, мальчишка и др. по типу существительных женского рода. Совпадение безударных окончаний 3-го лица мн. числа глаголов I и II спряжения: па́ш[ут], про́с'[ут] и т. д. (черты южнорусского наречия) и др. диалектные явления, присущие всем среднерусским говорам.
- Лексика

Распространение слов квашня́ (квашо́нка) (посуда для приготовления теста), ухва́т, ягни́лась (яни́лась, янни́лась) (объягнилась), пого́да (в значении плохая погода), сковоро́дник (черты севернорусского наречия) и др. слова, распространённые на территории всех среднерусских говоров.

### Другие севернорусские диалектные черты
1. Твёрдое окончание -т в форме 3-го лица глаголов ед. и мн. числа: но́си[т], но́с’а[т] и т. п.[27]
2. Отсутствие j в интервокальном положении, явления ассимиляции и стяжения в возникающих при этом сочетаниях гласных в формах прилагательных и глаголов: молод[а́], молод[у́], молод[ы́]; кра́сн[а], кра́сн[у], кра́сн[ы]; дêл[а]т (делает), зн[а]т (знает) и т. д.
3. Распространение форм личных и возвратных местоимений в единственном числе: мен'[а́], теб'[а́], себ'[а́] наряду с те[йа́], се[йа́] (родительный — винительный пад.), мн[ê], теб[ê], себ[ê] (дательный — предложный пад.).
4. Наличие у некоторых глаголов I и II спряжения неподвижного ударения на окончании в личных формах ед. и мн. числа: сол’у́ — соли́ш — сол’а́т (глагол солить); вар’у́ — вари́ш — вар’а́т (глагол варить) и др.
5. Распространение форм существительных мн. числа волк, вор в именительном пад. с ударением на основе: во́лки, во́ры.
6. Распространение слов: ба́ять (разговаривать), бре́зговать, петь, ковш (как и в литературном языке), зы́бка (подвешиваемая к потолку колыбель), о́зимь (всходы ржи) и др. Часть слов неизвестна в ряде восточных среднерусских акающих говоров[28].

### Другие южнорусские диалектные черты
1. Различение форм дательного и творительного пад. мн. числа прилагательных и существительных: с пусты́ми в’о́др[ами], к пу́стым в’о́др[ам] и т. п.[29]
2. Распространение сочетания бм: о[бм]а́н, о[бм]ер’а́л и т. п.[30]
3. Сочетание ст на конце слова: мо[ст], хво[ст] и т. п.
4. Произношение слов со вставными гласными а или ъ: п[а]шени́ца или п[ъ]шени́ца и др.
5. Распространение слов: брать лён в значении теребить лён и др.[28]

### Диалектные черты, характерные для юго-восточной диалектной зоны
1. Произношение слов со вставными гласными а или ъ: п[а]шоно́ или п[ъ]шоно́, с[а]моро́дина или с[ъ]моро́дина и слова г[ры]б с твёрдым р.
2. Образование форм именительного пад. мн. числа кратких предикативных прилагательных с окончанием -и: сы́ти, ра́ди и т. п.
3. Распространение форм творительного пад. мн. числа с окончанием -ми в некоторых существительных: гру[д’ми́], лоша[д’ми́], сл’е[з’ми́] и т. п.
4. Формы деепричастий прошедшего времени с суффиксом -мши: разу́мши и т. п.
5. Распространение слов: стрига́н и стригу́н (жеребёнок на втором году), третья́к (жеребёнок на третьем году) и др.[28]

### Диалектные черты, характерные для северо-восточной диалектной зоны
Распространение слова мост в значении сени и др.

### Диалектные черты центральной территории

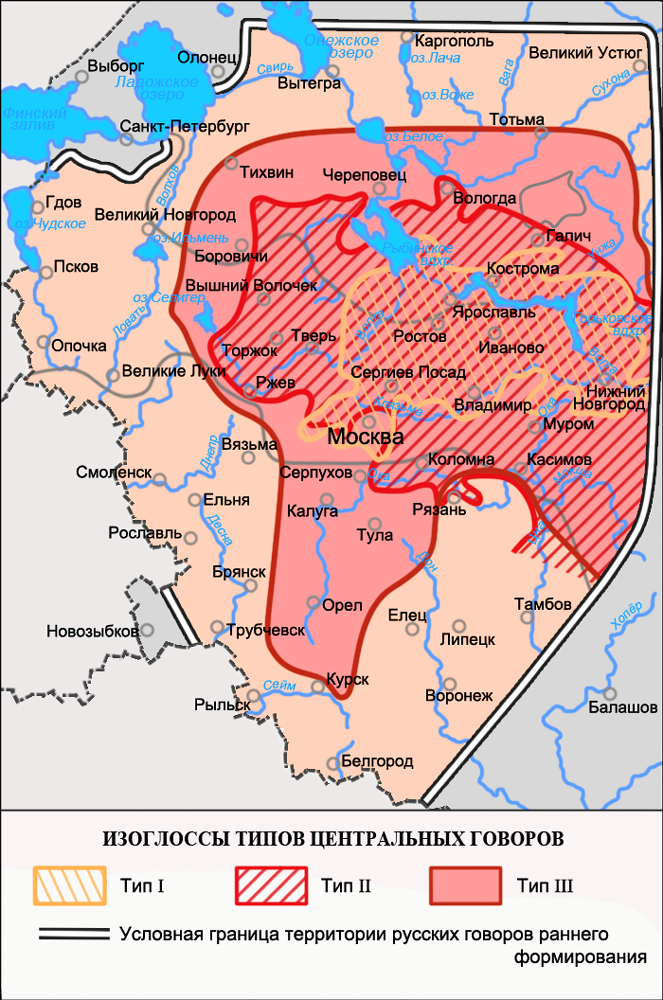
Русские говоры центральных территорий

Наличие возвратной частицы -с, -са в различных формах глаголов: умо́йу[с] или умо́йу[са], умо́й[са], умы́л[са], умо́йеш[са] (см. изоглоссу I типа на карте) и т. п.; произношение согласного к в соответствии х в словах: клев (см. изоглоссу II типа на карте), коровод, крест (крестец) (названия укладки снопов) и др. явления, не совпадающие с литературной нормой.
А также многие явления, сходные с русским литературным языком: последовательное различение аффрикат ч'  и ц; распространение чередования звуков в с ф в конце слова или слога; наличие долгих мягких шипящих ш’ш' , ж’ж' : [ш’ш']у́ка, та[ш’ш']у́, во[ж’ж']и́ и т. п.; формы именительного — винительного пад. существительных мать и дочь, образованных без суффикса -ер, употребляемого только в косвенных пад. этих существительных; употребление твёрдых согласных н и р в сочетании с последующим согласным ц: полоте́[нц]о, со́[н]цо; огу[рц]ы́, се́[рц]о и т. п.; форма винительного пад. ед. числа личного местоимения жен. рода с ударным о в окончании: йей[о́]; наличие гласного е в формах косвенных пад. притяжательного и возвратного местоимений жен. рода ед. числа: мой[е́]й, твой[е́]й, свой[е́]й; распространение ударного гласного о во всех личных формах глаголов I спряжения наст. времени: нес'[о́]ш, нес'[о́]т, нес'[о́]м, нес'[о́]те (см. изоглоссу III типа на карте); различение твёрдых и мягких губных согласных на конце слова: ду[п] — го́лу[п'], сйе[м] — се[м'] и т. п.; наличие глагольных форм 3-го лица с окончаниями -т или -т'  и др.

### Явления, имеющие индивидуальный характер распространения
1. Известные в основном в пределах среднерусских говоров: распространение форм предложного пад. ед. числа прилагательных муж. и сред. рода с окончанием -ым: в худ[ы́м], в тонк[и́м] и т. п.; распространение совпадения гласных а, о, у в гласном ъ в заударном закрытом слоге: вы́д[ъ]л, го́р[ъ]д, за́м[ъ]ж (замуж), о́к[ъ]н'  (окунь) и т. п.; формы творительного пад. ед. числа существительных жен. рода типа грязь с окончаниями -ей, -йей: гр’а́з[ей], гр’а́з'[йей] или окончаниями -уй, -йуй: гр’а́з'[уй], гр’а́з'[йуй] и т. п.
2. Известные во всех среднерусских говорах, в южном наречии и в части северного наречия: диссимиляция в сочетаниях согласного к с последующими смычно-взрывными согласными: [хт]о (кто), л’о́[хк]ой (лёгкий) и т. п.; наличие гласных ъ или а, реже и, у или о в начале слова в позиции второго предударного слога перед сочетаниями согласных, включающих сонорные р или л: [ъ]ржано́й, [а]ржано́й, [и]ржано́й, [о]ржано́й, [у]ржано́й и т. п.; употребление ударного о в таких словах как запряг, потряс: запр'[о́]г, потр'[о́]с и т. п.
3. Известные в основном в восточных среднерусских говорах и в различных частях северного и южного наречий: переходное смягчение задненёбного согласного к'  перед гласными переднего ряда или возникшего в результате прогрессивного смягчения: ру́[ти] (руки), ти[но́] (кино) и т. п.; ассимилятивное прогрессивное непереходное смягчение задненёбного согласного к в положении после парных мягких согласных: де[н’к’а́] и т. п.; распространение произношения сочетания мн в соответствии вн в словах давно, равно и т. п.: да[мн]о́, ра[мн]о́ и т. п.; склонение существительного мышь по типу слов муж. рода: мыш, мыша́, мышу́ и т. д.; наличие возвратной частицы си в формах возвратных глаголов 2-го лица наст. времени и в глаголах прош. времени ед. числа: умо́йеш[си], умы́л[си] и т. п.[33]